# Marlayne
Marlayne, nacida Marleen van den Broek, (Baarn, 1 de julio de 1971) es una cantante y presentadora holandesa, conocida por su participación en el Festival de la Canción de Eurovisión 1999.

## Festival de Eurovisión

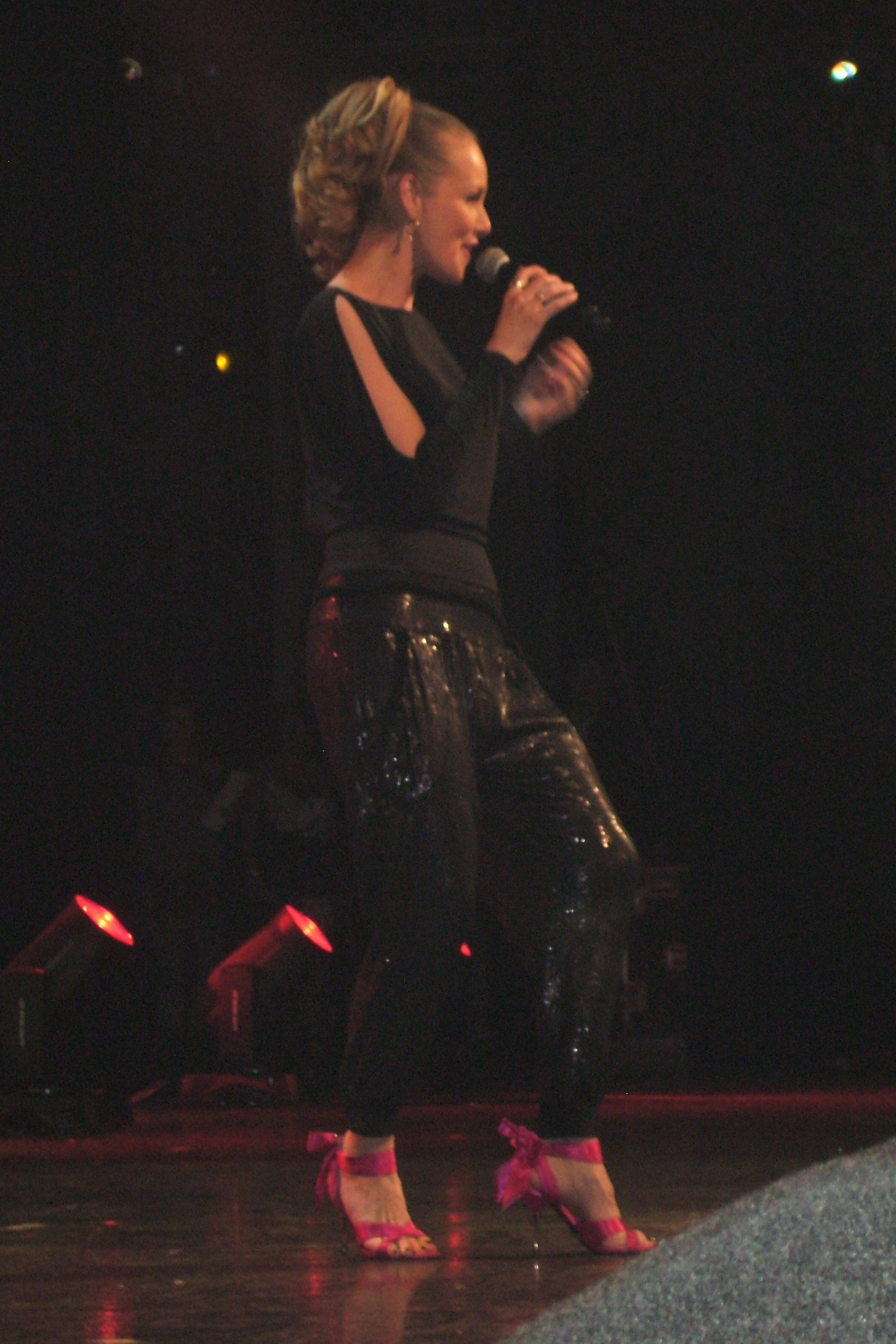
Marlayne en 2011

Marlayne había trabajado principalmente haciendo los coros a artistas como René Froger cuando, en 1999, su canción "One good reason" fu elegida de entre diez participantes como la representante de los Países Bajos en el Festival de la Canción de Eurovisión 1999 que tuvo lugar el 29 de mayo en Jerusalén. "One good reason" fue la primera canción holandesa cantada en inglés desde 1976 (tras eleminarse la regla de cantar en una lengua nacional, que empezó a aplicarse desde 1999). "One good reason" partía como una de las favoritas para ganar el Festival, alcanzando la octava plaza de 23 participantes.
Marlayne fue también la persona que anunció las votaciones de los Países Bajos en los Festivales celebrados en 2000, 2001 y 2003.

## Carrera posterior
Marlayne lanzó su primer, lanzó su álbum, Meant to be, en 2001. En 2003 se convirtió en presentadora del noticias y eventos en el programa Hart van Nederland (Corazón en los Países Bajos) del canal SBS 6. Ha presentado otros muchos programas, algunos destacados como De Nieuwe Uri Geller, versión holandesa de The Successor.

## Vida personal
Marlayne se casó con el batería Danny Sahupala en 1998. Tiene una hija nacida el 2 de julio de 2009.

## Discografía
Singles
- 1999 - "Ik kan het niet alleen" (dúo con Gordon Heuckeroth)
- 1999 - "One Good Reason"
- 2000 - "I Don't O U Anything"
- 2001 - "I Quit"
- 2001 - "Water for Wine"

Álbum
- 2001 - Meant to Be